# Anaxipha bifasciata
Anaxipha bifasciata är en insektsart som beskrevs av Lucien Chopard 1927. Anaxipha bifasciata ingår i släktet Anaxipha och familjen syrsor. Inga underarter finns listade i Catalogue of Life.